# Rutherford Jeremiah
Rutherford Jeremiah, né le 21 octobre 1982 à Nauru, est un haltérophile nauruan exilé en Australie.

## Biographie
Rutherford Jeremiah est membre de la délégation sportive nauruane aux Jeux du Commonwealth de 2002 à Manchester. Les treize athlètes nauruans à ces Jeux concourent tous aux épreuves d'haltérophilie, la spécialité sportive du pays. Rutherford Jeremiah se classe 7e sur 17 dans la catégorie des athlètes masculins de 85 kg,,. Sélectionné pour les Jeux du Commonwealth de 2006 à Melbourne, il n'y participe finalement pas.
En juin 2015 à Nauru, il participe à une manifestation de plus de trois cents personnes protestant contre la suspension de députés d'opposition. Il est arrêté avec son cousin le député d'opposition Squire Jeremiah et dix-sept autres manifestants, dont trois autres membres de sa famille, tous accusés d'émeute. Leur procès tarde ; les accusés subissent diverses persécutions de la part du gouvernement du président Baron Waqa, et sont appelés « les Dix-Neuf de Nauru » par leurs partisans et par les médias étrangers. En septembre 2018 la Cour suprême de Nauru met un terme au procès et fait relâcher les accusés. Le juge Geoffrey Muecke explique que le gouvernement a rendu impossible la tenue d'un procès équitable, le ministre de la Justice David Adeang ayant tenté d'empêcher les accusés d'avoir accès à un avocat, et ayant déclaré ouvertement que le gouvernement ferait le nécessaire pour qu'ils soient emprisonnés. Le juge note également que le gouvernement a fait pression sur les entreprises du pays pour que les accusés ne puissent pas trouver d'emploi. Geoffrey Muecke accuse David Adeang de s'être livré à « un affront honteux à l'État de droit ».
Le gouvernement nauruan crée une nouvelle cour d'instance pour pouvoir faire appel de cette relâche. En mai 2019, Sprent Dabwido, l'un des « Dix-Neuf » et réfugié en Australie, meurt d'un cancer. En septembre, Rutherford Jeremiah et Squire Jeremiah fuient Nauru et demandent l'asile politique en Australie,. Les accusés restés à Nauru sont condamnés à des peines de prison ferme,, bien qu'Amnesty International les aient reconnus comme ayant été poursuivis pour « des motivations politiques » à la suite d'une « manifestation globalement pacifique ».